# Rosa 'Winchester Cathedral'
'Winchester Cathedral' ('AUScat' es el nombre del obtentor registrado), es un cultivar de rosa que fue conseguido en Reino Unido en 1992 por el rosalista británico David Austin.

## Descripción
'Winchester Cathedral' es una rosa moderna cultivar del grupo « English Rose Collection ».
El cultivar procede del ascendente parental de ser un desporte de la rosa 'Mary Rose'®.
Las formas arbustivas altas del cultivar tienen porte erguido ramas espesas sin espinas (o casi), que alcanza más de 120 cm de alto con 120 cm de ancho. Las hojas son de color verde medio semi-brillante, medio follaje verde.
Capullos redondeados. Sus delicadas flores de color blanco o mezcla de blancos. Flores blancas, con una tendencia a volverse a color rosado. Fragancia moderadamente dulce. Flor con 80 a 85 pétalos. El diámetro medio de 2,25". Rosa mediana, muy completa (41 + pétalos), florece en ramos, en pequeños grupos, en forma de copa, con aspecto pasado de moda, forma de floración redondeada.
Florece de una forma prolífica, floración en oleadas a lo largo de la temporada.

## Origen
El cultivar fue desarrollado en Reino Unido por el prolífico rosalista británico David Austin en 1992. 'Winchester Cathedral' es una rosa híbrida con ascendente parental de ser un desporte de la rosa 'Mary Rose'®.
El obtentor fue registrado bajo el nombre cultivar de 'AUScat' por David Austin en 1992 y se le dio el nombre comercial de exhibición 'Winchester Cathedral'™.
También se le reconoce por los sinónimos de 'AUScat', 'White Mary Rose' y 'Winchester ®'.
- La rosa fue obtenida antes del año 1992 e introducida en el Reino Unido por David Austin Roses Limited (UK) en 1992 como 'Winchester Cathedral'.[1]
- La rosa 'Winchester Cathedral' fue introducida en Estados Unidos con la patente "United States - Patent No: PP 8,141  on  16 Feb 1993/Application No: 07/623,289  on  6 Dec 1990".[1]
- La rosa 'Winchester Cathedral' fue introducida en Australia con la patente "New Zealand - Patent No: 778  on  30 Jun 1993".[1]

## Cultivo
Aunque las plantas están generalmente libres de enfermedades, es posible que sufran de punto negro en climas más húmedos o en situaciones donde la circulación de aire es limitada. Se desarrollan mejor a pleno sol. En América del Norte son capaces de ser cultivadas en USDA Hardiness Zones 5b a 10b. La resistencia y la popularidad de la variedad han visto generalizado su uso en cultivos en todo el mundo.
Puede ser utilizado para las flores cortadas, jardín o portador guia. Vigorosa. En la poda de Primavera es conveniente retirar las cañas viejas y madera muerta o enferma y recortar cañas que se cruzan. En climas más cálidos, recortar las cañas que quedan en alrededor de un tercio. En las zonas más frías, probablemente hay que podar un poco más que eso. Requiere protección contra la congelación de las heladas invernales.

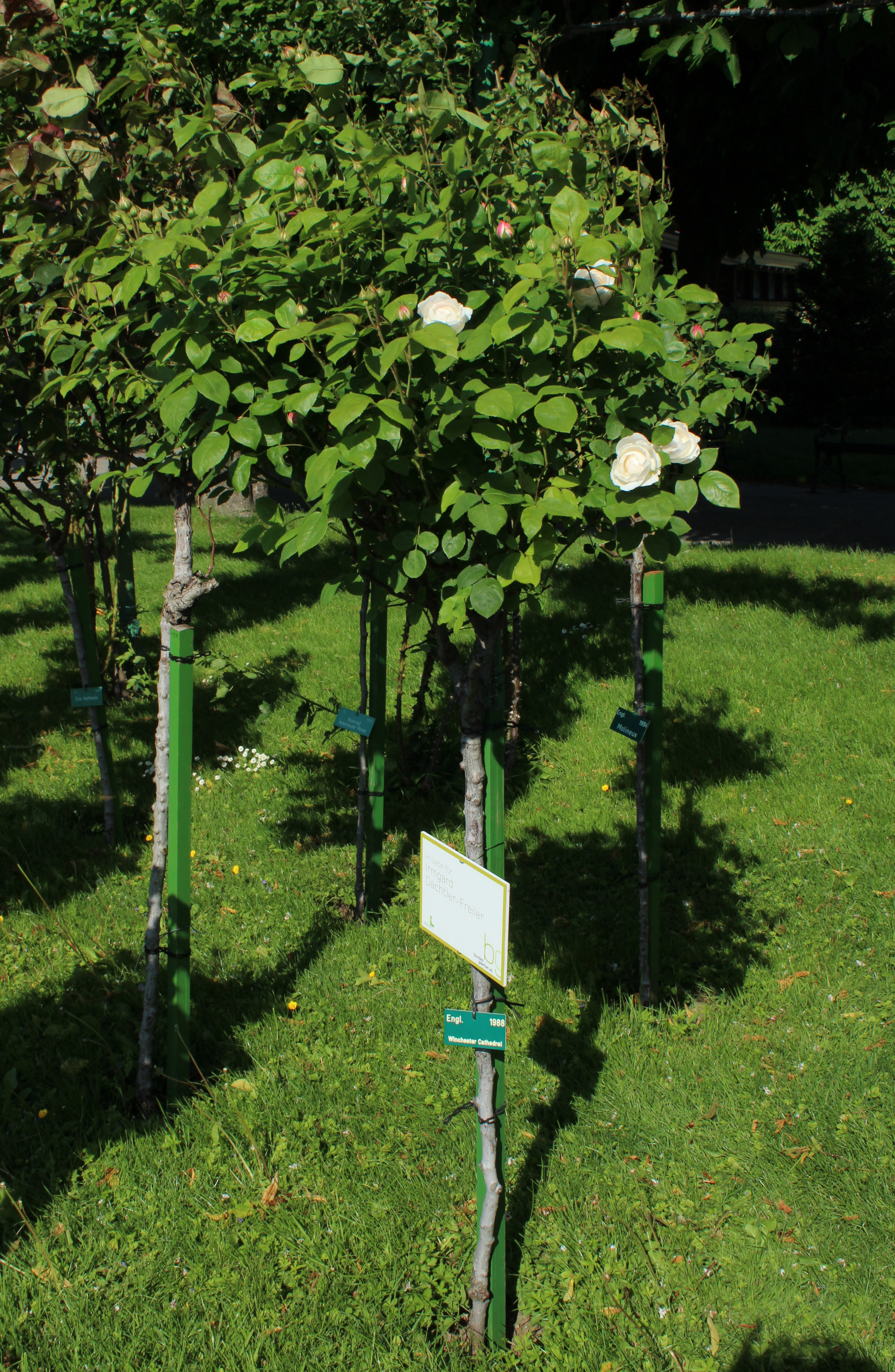
Rosa 'Winchester Cathedral' en guía potador.
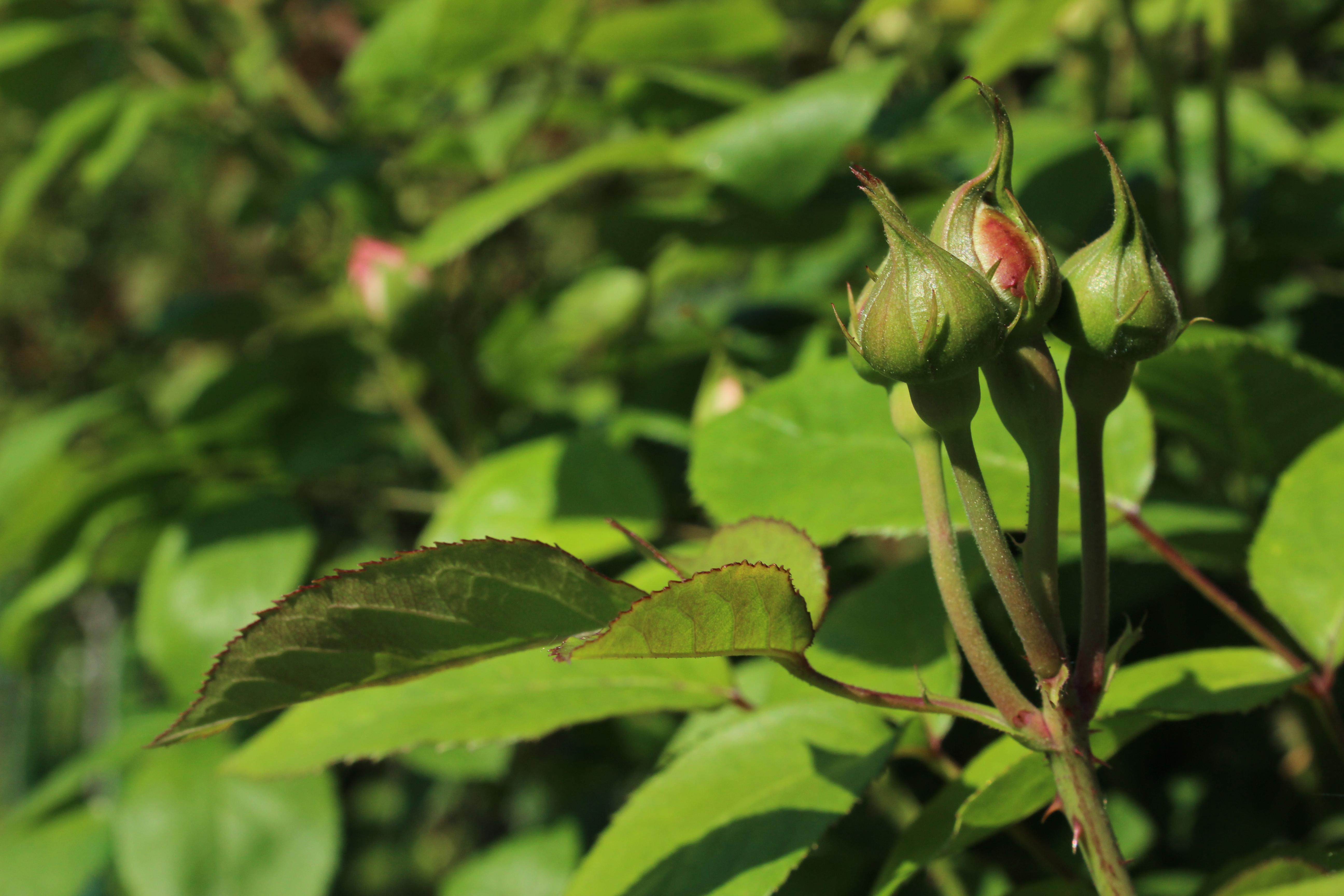
Capullos de la Rosa 'Winchester Cathedral'.
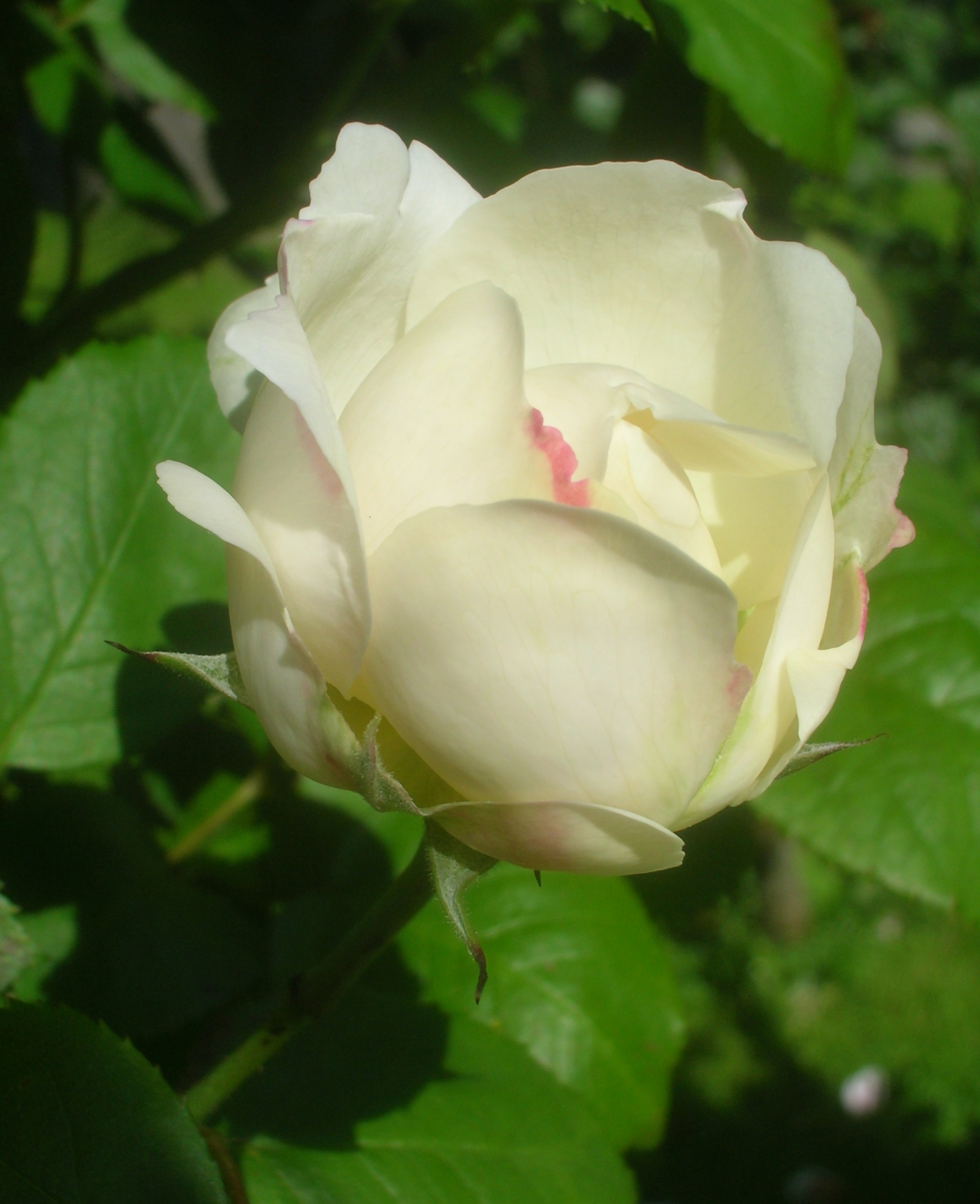
Rosa 'Winchester Cathedral'.
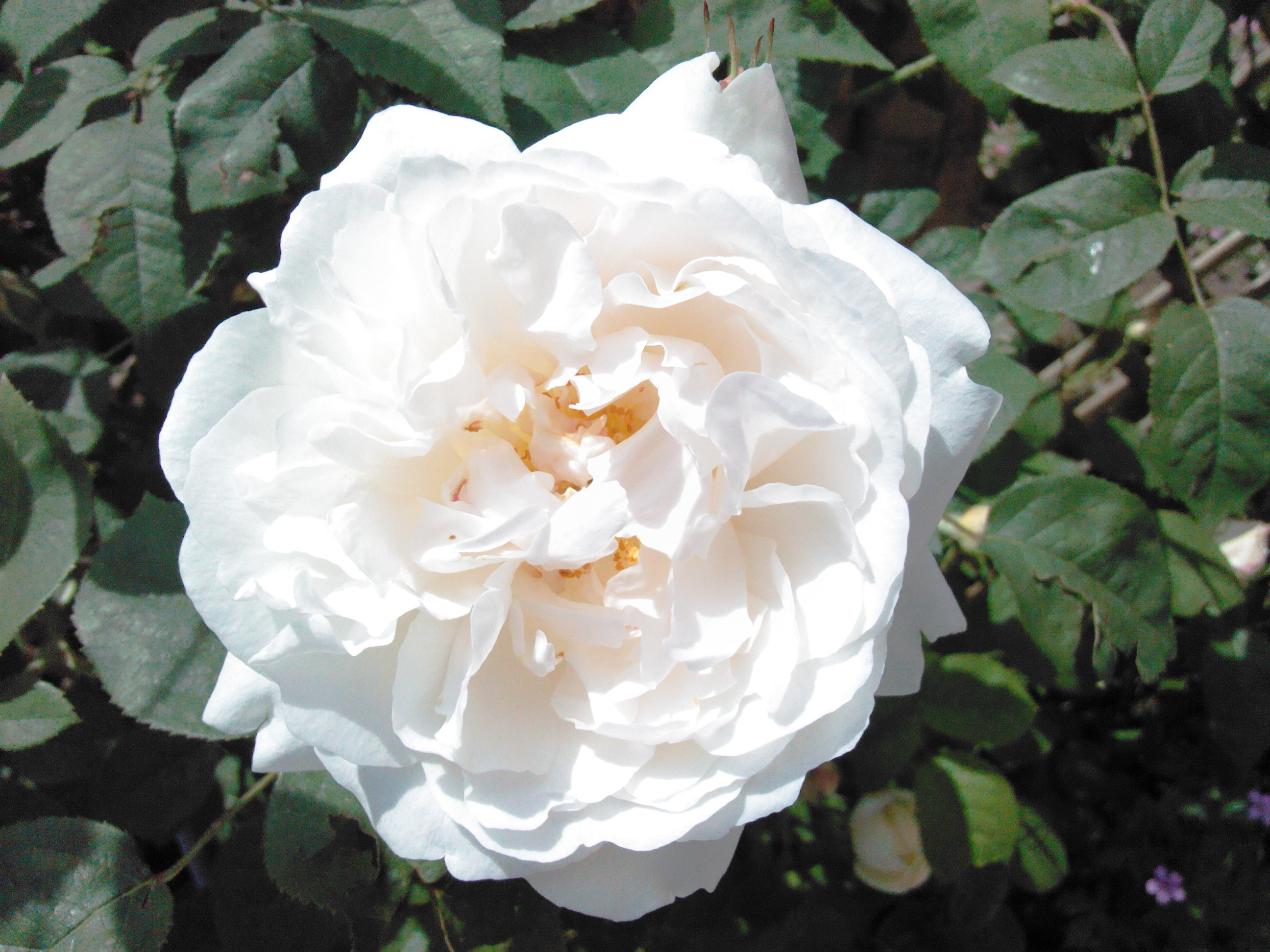
Rosa 'Winchester Cathedral'.